# 虐戀 (性學)
虐恋，亦称性虐恋、施虐與受虐（英語：Sadism and masochism），是一种将性快感、痛感联系在一起的性活动，即通过痛感获得性快感的性活动。

## 詞源

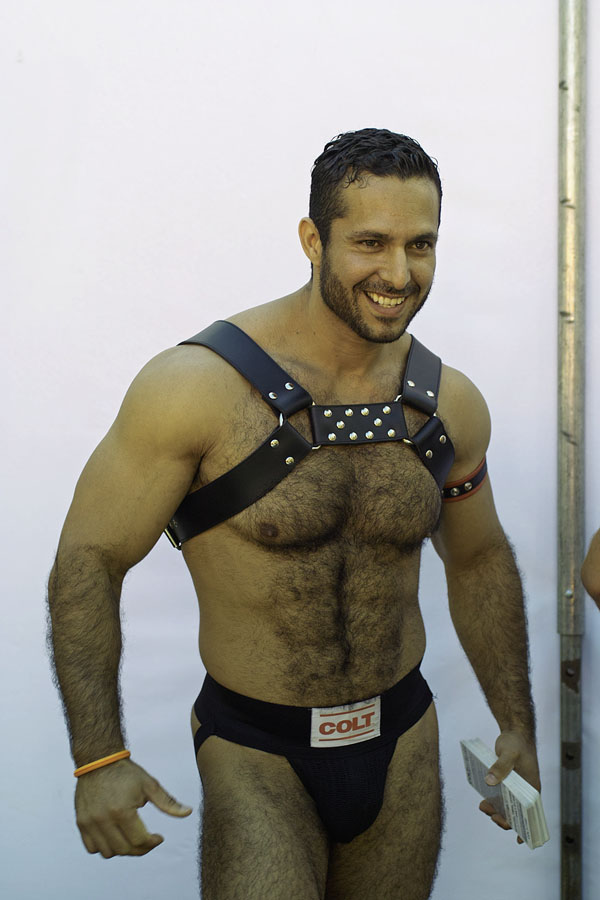
阿根廷GV男優Adam Champ身著帶有性虐意味的服飾

“虐恋”的英語為，是施虐癖（sadism）和受虐癖（masochism）兩者的合成词，故虐恋更常见的非正式称呼为“SM”。
虽然“虐恋”的非正式称呼为SM。但由於廣義上常见的虐恋活动可能也涉及捆绑、鞭打或其他调教（Bondage & Discipline ）形式，一般的正式名稱BDSM（bondage, discipline, dominance, submission, ）即是以多意義、首字母縮略字的混成詞来泛称。有人也直接扩大使用，以“虐恋”作為“BDSM”的代称。

## 定位

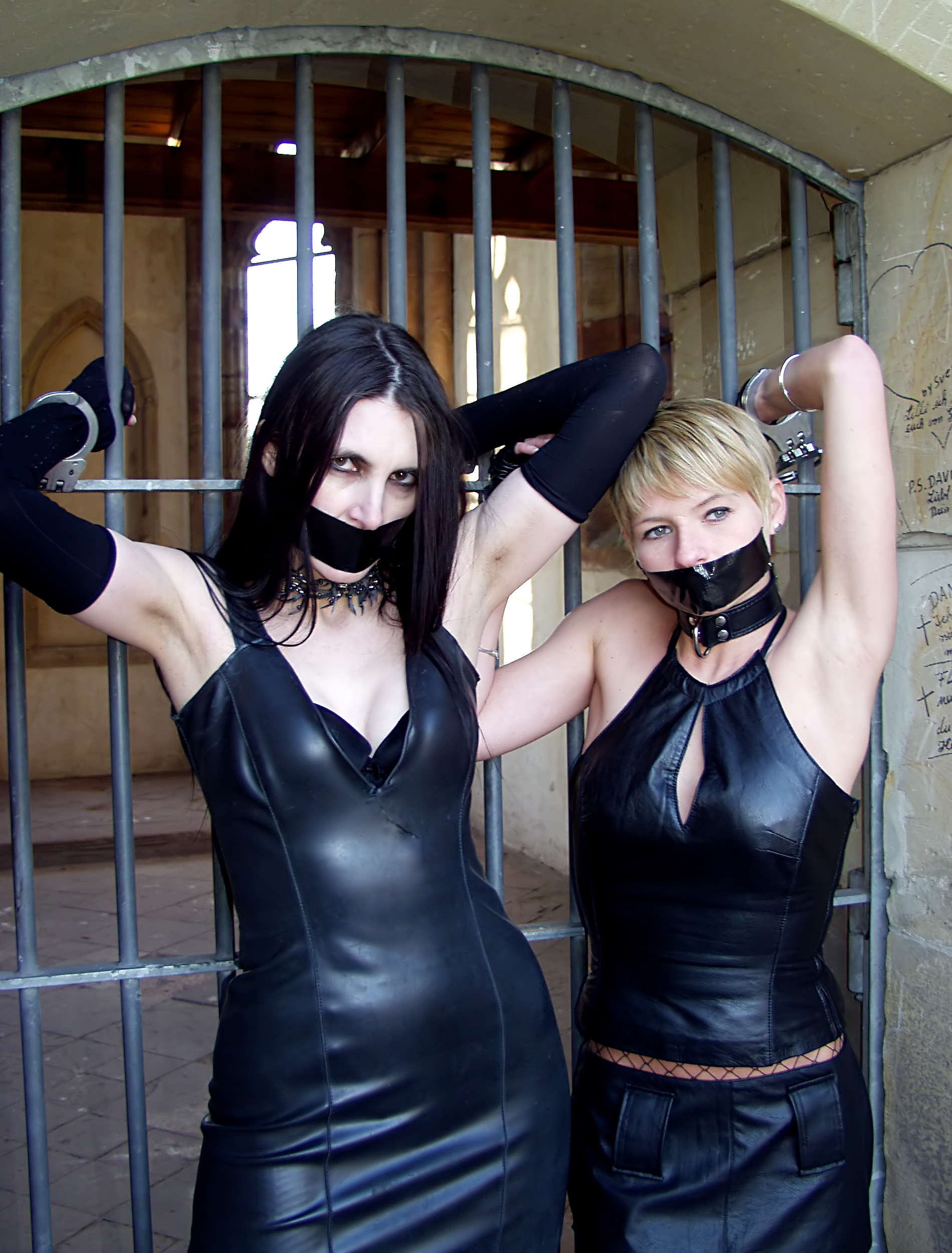
两名女子被手铐铐在铁栏上，属于虐恋的一种

- 虐戀包含施虐癖和受虐癖两个范畴，对他人施加痛苦可以导致自身的性快感、性興奮或單純的樂趣则属于前者，如果接受痛苦可以导致自身的满足感则属于后者。[4]其中的疼痛既包括肉体痛苦（如鞭打导致的痛感），又包括精神上的痛苦（如羞辱、支配所导致的痛苦感觉）。
- 属于BDSM重要术语之一。
- 虐戀在心理学上的定义叫做“戀痛癖（英语：algolagnia） [5]”，该名词与施虐有概念上的差别。
- 虐戀与性虐待不同，前者是参与者自愿且确保安全、理智的行为，而后者指的是未经同意对他人进行性侵犯和虐待的强奸行为犯罪行为[6][7]，但两者有时会被混淆。
- 目前，虐戀尚未被主流社会广泛认知和接受，处于一种次文化状态。
- 属于由心理疾病（如抑郁症，狂暴症）导致心理倾向，在早期属于的心理疾病的一种。

## 成因

### 生理因素
生理学研究表明，身體在經受疼痛時釋放腦內啡，它可能會導致快感並成癮，虐恋与腦內啡成瘾有关联。除此之外，肌肉勞損時釋放的乳酸、經受壓力和疼痛時所釋放的腎上腺素也可能會導致快感。但生理因素并不能完全解释虐恋，尤其是非疼痛的捆绑、支配给虐恋者带来的愉悦。
生物学的观点
疼痛、暴力、性和愛都造成人的身體內部很多荷爾蒙和化合物釋放。並且，當人們看、聽或想象此類活動的時候，體內交感神經會產生響應。
- 體內睪丸激素的水平會暫時受到在虐恋角色的影響。虐待方的睪丸激素水平通常得到提高，而受虐方的睪丸激素水平通常會下降。
- 身體在經受疼痛時釋放腦內啡。它可能是導致一些人成瘾的因素，因而常以為自殘和自願受虐的行為從官能上是相近的，但二者並無因果關係。
- 肌肉勞損時釋放的乳酸可能會導致快感。
- 大腦中的五羥色胺和褪黑激素可受到情緒或壓力的影響。
- 經受壓力和疼痛時所釋放的腎上腺素和正腎上腺素可導致愉悅的「激動」。

虐恋對體內化學的作用可能會增强行為本身並因此產生主觀上繼續尋求此行為的動機。

### 童年经历
有观点认为，童年经历与虐恋的形成有关联，引述最频繁的例子是，卢梭在《忏悔录》中提及他8岁时受到姑妈的鞭笞，对他的性生活产生了终身的影响。
有些人坚持认为，英国人对于性鞭笞的偏爱来自英国学校的体罚制度。“成百上千的年轻人通过在教育体制中亲身体验到教育者热衷于鞭笞制度，忘不掉在接受鞭笞过程中所体会到的某种感觉，从中汲取了鞭笞的热情，渴望从美丽的女郎手中得到同样的鞭笞。”

### 攻击性
另一种观点认为，虐恋源自人类性本能所包含的攻击性。

### 负罪感
一些分析认为，虐恋（尤其是受虐癖）与负罪感有关。弗洛伊德说：“在受虐幻想中，可以发现一种明显的内容， 即负罪感。当事人假想他犯了某种罪过（犯罪性质是不确定的），必须用忍受痛苦和折磨的过程来赎罪。”弗洛伊德还说：“就我所知，在施虐倾向转变为受虐倾向的过程中，负罪感是一个不可或缺的因素”。

### 权力关系
在情感上對權力的仰慕也是另一個成因。有些人會透過施予或承受一些箝制、對立而產生苦惱及不預期的傷害，並從中獲得快感。有時候施虐者会在虐待動作中夾雜溫和的撫摸。一般認為，受虐者的快感來源並不完全是那些「疼痛」，部分是被襯托得更明顯的那些溫柔的愛撫。而施虐者則是經由提昇受虐者的快感得到間接的樂趣。另外，他們在性行為時更傾向於進行角色扮演。

## 历史
虐恋的出现可以追溯到17世纪和18世纪，米歇尔·福柯认为18世纪末是虐恋文化现象出现的准确时间。在其后的几百年间，虐恋亚文化有了极大的发展，它不再仅仅是一些人们的个人行为，甚至也不是游离于社会生活之外的纯粹在私人场合进行的活动，而逐渐成为一种越来越引人注目的社会和文化的现象。

## 虐戀者
虐戀者最基本按攻與受作為分類，分為施虐者（“Top”、“Dominant”、“S”、“主人”）和受虐者（“Bottom”、“Submissive”、“M”、“奴隶”）。施虐者和受虐者的角色通常是固定的，但存在部分虐恋者既扮演施虐者又扮演受虐者的情况，这种情况被称為“双向”（“Switch” （"SW")），此外还有自我虐待的虐戀者，即施虐與受虐皆為自己，例如：自我綁縛。
虐恋者之间的关系各式各样，有短期的临时伴侣，也有长期伴侣；虐恋者多數基於各取所需的原則下免费進行虐恋活动，但亦有人以此作為全职職業，通过广告招徕并收取不菲费用；性别上，有男性施虐女性受虐、女性施虐男性受虐、男性施虐男性受虐、女性施虐女性受虐四种。
虐恋社群一般在电话或互聯網上形成，互聯網上存在众多以虐恋為主题的网站或社交网络，例如美国的Fetlife。在互聯網以外，也有虐恋者结成公开社团开展活动，例如台湾的皮绳愉虐邦，而美国虐恋者亦會每年在加利福尼亚州旧金山市佛森街举办街头游行（Folsom Street Fair，FSF），是为全球最大的虐恋社群活动。

## 特征
虐恋活动通常拥有以下特征：
1. 参与者皆出于自愿，且在参与者能接受的程度内保证安全和理智。[20]
2. 活动之前参与者会事先就角色分配、活动内容、情节场景、安全措施等细节做好约定，例如相互间的称呼（例如“主人”、“女王”等）、能否邀请陌生人加入、能否摄像或者录像、能否性交或自慰、能否暴露生殖器官等、实施什么样的虐待措施、可不可以使用刃器刺破皮肤等。其中最重要的约定是一个安全词（Safeword），因为在虐恋活动中，参与者无法分辨对方的“不”、“停下”这样的话是真是假，而受虐者佩戴口塞时更是说不出任何词语，安全词则是一个其他的词或者动作（例如手掌连续三次握拳），一旦安全词出现，虐恋活动就会停止。
3. 虐恋活动总是由受虐者掌握最终主导权，因为受虐者的承受能力有限，施虐者会随时观察受虐者的语言、表情、生理状况，以便调节虐待措施的强度、节奏，保证双方的愉悦同时避免发生危险。甚至有观点认为，虐恋行为可以视为受虐者的自慰活动，施虐者所出演的角色只是为了帮助受虐者实现他的幻想。虐恋活动中，施虐者的过度表现（例如过分的鞭打及超出受虐者接受范围的语言侮辱）会导致虐恋活动失败。
4. 虐恋活动受虐者多于施虐者，有观点认为虐恋活动中，施虐者必须掌握节奏、避免危险、发明游戏，故而消耗精力巨大，所以愿意担当施虐者的人少。
5. 施虐倾向和受虐倾向常常出在同一个人身上，即虐恋的主动形式与被动形式通常发生在同一个人身上。弗洛伊德最先提出这样的看法：“一个在性关系中能够从对他人施加痛苦中感到快乐的人，也能够享受从性关系中接受痛苦的快乐。一个有施虐倾向的人通常同时又是一个有受虐倾向的人，虽然这一变态的主动或被动方面在他身上发展得更为强烈，在他的性活动中表现为主要倾向。”他认为施虐者大多有过受虐的经历，因为施虐者自身曾经有过将快感与痛感联系在一起的体验，才能够通过施加疼痛获得快乐，而如果一个施虐者没有亲身体验过将痛感与快感联系在一起的受虐经验，则很难从他人的痛苦中发现快乐。[21]但是，虐恋者从个人经验出发，并不认同这一观点。
6. 幻想在虐恋中占有重要地位，虐恋者容易因幻想而获得性興奮。
7. 虐恋活动具有游戏性质、表演性质、仪式性质和象征性质。大多数情况下，虐恋行为不会造成严重的需要医疗救治的肉体伤害，所造成的伤害都是轻微的、游戏性的。虐恋活动通常有游戏规则（例如施虐者和受虐者之间“签订”的奴役“契约”），并拥有一套仪式流程。
8. 虐恋活动富于表演性和挑逗性。
9. 虐恋活动富于等待和悬念。
10. 虐恋活动需要大量的想象力和创造力。虐恋活动的表演性质，要求参与者创造一系列规则、仪式、虐待方法，甚至是故事情节。
11. 虐恋活动还具有幽默感。一些虐恋活动中，参与者和旁观者会因为虐恋情节而获得娱乐。
12. 虐恋活动的参与者，尤其是对应的施虐者和受虐者双方的关系极为紧密，相互非常了解、熟悉、信赖。
13. 虐恋活动通常伴随着戀物性质，虐恋活动中大量出现舔舐足部或鞋袜、肛门崇拜、足交等恋物行为，甚至完全替代生殖器的性交。许多虐恋者同时是恋物者。

除此之外，虐恋活动还有一些社会学特征：
1. 虐恋者女性多于男性，而有受虐倾向的女性多于男性。
2. 有调查表明，虐恋倾向越是在社会上层越常见，而从小遭受家庭暴力的下层阶级中较少，幸福的中产阶级家庭中较多。有观点认为，中产阶级和上流社会人士参与虐恋出于一种补偿心理。经济上的解释是，虐恋活动需要的装备价格昂贵，而虐恋比一般的卖淫活动收费也高出许多。
3. 有观点认为，虐恋有非常浓厚的英国特色，虐恋在英国文化中常见。但目前虐恋活动存在于美国、德国、日本等多个国家。
4. 市场的商业行为将虐恋带入主流，虐恋活动正逐步常见化、主流化。近20年来，性用品商店开始销售皮革紧身衣、皮鞭、手銬、脚镣等虐恋用品，且销量正逐步攀升。[22]亦有流行文化正面或侧面描绘虐恋文化，例如艺人钟丽缇曾拍摄虐恋风格写真集[23]。

## 虐恋活动

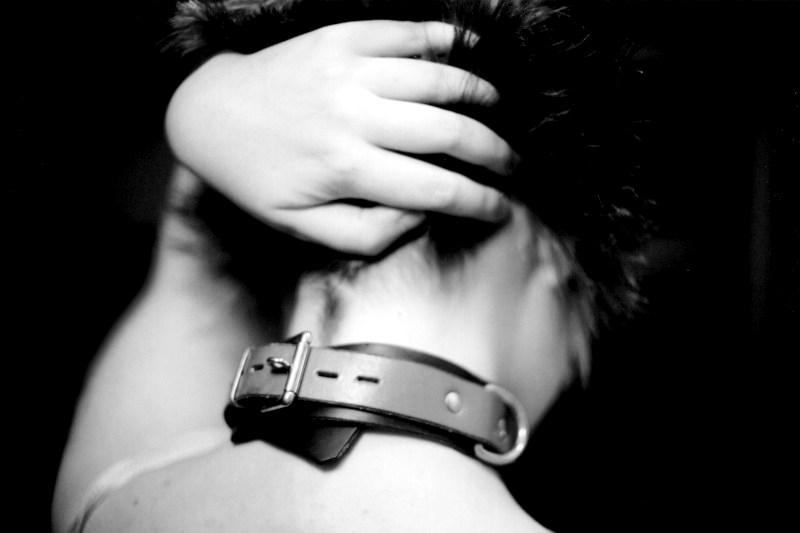
颈圈往往被用于BDSM

虐恋活动就是虐恋的具体形式，在虐恋社群常称作“调教”。虐恋活动有别于普通的性行为，需要特别的用具，也需要参与者拟定角色和称呼、安全词。有观点将虐恋活动分为捆绑和惩戒（Bondage and discipline，BD）、支配和臣服（Dominance and submission，DS）、虐待（Sadomasochism，SM）三个类别，合称即BDSM。

### 角色和称呼
虐恋者开始活动之前会商定相互之间的称呼，常见的受虐者对施虐者称呼有“主人”、“女王”等，而施虐者对受虐者的称呼有“奴隶”、“母狗”等，受虐者和施虐者还有自称，例如“本王”、“狗奴”等。如果虐恋活动设置有场景，称呼可能依据场景而定。

### 安全措施
虐恋活动比较危险，参与者需要准备安全措施。
安全措施指的是一个词语、一个句子或者一个动作，在受虐者无法忍受痛苦的时候说出或者做出，安全词一出现施虐者就会中止虐恋活动，以免发生意外。安全词可以是一个词语，但不会是常用的“不要”或者“停”，因为“不”、“停”、“我受不了了”并非请求停止虐恋活动，而只是虐恋场景的一部分，所以安全词通常是一个特定的、其他的词汇或句子，例如“苹果”、“红色”、“我要喝一点水”。安全词可以是一个动作，例如手掌连续握拳三次，因为虐恋活动中会使用口塞或者胶带封堵受虐者的嘴巴，受虐者此时不能说话。
虐恋活动开始前需要准备医疗包，尤其是止血、消毒用品，而接触、刺破皮肤的虐恋用具必须严格消毒，避免发生感染，虐恋者也应该提前洗澡。虐恋活动也应该告知第三人，以便救援，尤其是自我绑缚活动。虐恋活动完成后，受虐者一般会受轻伤，例如鞭打造成的伤痕，应使用特制的药物予以治疗。

### 捆绑和束缚
捆绑和束缚是虐恋活动最常见的行为，也是最典型的活动。虐恋活动中，施虐者使用绳索、手銬、脚镣、枷锁、铁链等用具捆绑、束缚受虐者，造成受虐者无法自由活动，再对被缚的受虐者施加其他项目。
绳索捆绑的手法多种多样，除了简单的捆绑手腕之外，还有更多复杂的绑法，最常用的主要有中式的五花大绑、日式绑缚和欧式绑缚等。甚至有的手法还拥有专门的名称和教学资料，虐恋社群通常相互交流、切磋捆绑方法。
现在的虐恋行为一般不进行其他项目，单纯只是实施捆绑，施虐者和受虐者着衣普通，并不暴露。单纯以交流捆绑手法、欣赏其艺术表现为目的，通常称作“绳艺”，各地有出现专门的绳艺摄影工作室，来拍摄与绳艺有关的图片、影片或者影视剧。有一些虐恋者因为担心安全问题或者不想暴露自己的爱好，而实施自我绑缚，不需要另一个人的帮助。

### 支配與臣服
支配與臣服指的是虐恋参与者通过表演某个场景、完成某个对话、做某个动作等方式，使得受虐者表现为屈服于施虐者的活动。臣服和支配的形式很多，甚至可以远程实施，比如施虐者通过网络视频命令受虐者手淫。
常见的支配與臣服有：
- 语言羞辱：施虐者用语言侮辱受虐者。
- 动物扮演：受虐者扮演马、狗等动物，而施虐者予以乘骑、玩弄。
- 家具扮演：受虐者装扮为家具供施虐者使用。
- 恋物：受虐者对施虐者实施恋物行为，例如舔靴子、足交等。
- 变装：受虐者穿着异性或者奇异的服饰。
- 禁慾：受虐者佩戴贞操装置，并由施虐者掌握钥匙。
- 强制自慰：施虐者命令受虐者自行以手指或各種物品刺激性器官，以此羞辱受虐者。
- 强制高潮：施虐者通过震动棒、假阳具等性玩具使得受虐者达到性高潮，且高潮時機幾乎不由受虐者掌控。
- 口交：命令受虐者向施虐者或第三人实施口交。
- 肛交：施虐者与受虐者发生肛交。
- 公开调教：施虐者在公开场合对受虐者实施调教。
- 聖水調教：施虐者向受虐者口中、臉上小便，或者使受虐者飲尿。另一種方式則是使受虐者漏尿，讓施虐者觀看或第三人窺視。
- 嗜粪：受虐者吞食施虐者的粪便，或者將糞便塗抹、排泄在受虐者身上。
- 坐脸：施虐者跨坐在受虐者脸上使其产生窒息的感觉。
- 舔腳：受虐者舔施虐者的腳底及腳趾。

### 虐待
一些虐恋活动形式属于虐待这个范畴，虐待指的是施虐者对受虐者直接施加肉体上的痛苦。
常见的虐待包括：
- 滴蜡、火燙：施虐者用点燃的低温蜡烛将液态的蜡滴在受虐者的皮肤上，使受虐者产生烧灼感。
- 鞭笞：施虐者使用鞭子、藤条等工具对受虐者施予鞭笞。亦可自我鞭打。
- 掌掴：打受虐者耳光。
- 打屁股：施虐者用手掌、鞭子或藤条等打受虐者的屁股。
- 踩踏：施虐者在受虐者身体、脸或陰莖上踩踏。
- 虐腹（gutpunch）：施虐者在受虐者腹部上拳頭打擊或膝擊。
- 导尿：以导尿管导尿。
- 电击：使用电流折磨受虐者。
- 虐乳：以乳夹、连乳连体套装虐乳。

### 装备和用具
虐恋活动通常需要特别的用具，可以在性用品商店或者网络上买到，通常价格较高。为了保证安全和舒适，此类用具需要特制，而不可使用普通产品，例如滴蜡使用的蜡烛必须是低温蜡烛，普通蜡烛含有金属粉末，会导致受虐者皮肤灼伤。
常见的用具有：
- 鞭子、拍条，用于实施惩戒。
- 口塞、口枷、口罩、胶带、布条、开口器，用于封堵或者固定受虐者口部，使其不能说话。[30]
- 棉绳、麻绳、丝绳、电线、铁链，用于实施捆绑，限制受虐者活动。[31]
- 手銬、脚镣、枷锁，用于实施束缚，限制受虐者活动。[32]
- 鼻钩、口钩，用于拉伸受虐者嘴巴或鼻子，造成不适和羞辱感。[33]
- 项圈、脖套、束腰、手镯、项链，施虐者或受虐者佩戴，可以现实施虐或受虐地位，或起装饰作用。[34]
- 头套、眼罩：受虐者佩戴，蒙蔽视线，造成恐惧感。[35]
- 狗链、假马鞍、狗掌套、假尾，用于动物角色扮演。
- 高跟鞋、靴子、皮装、内衣、乳膠緊身衣、絲襪，由施虐者或受虐者穿着，可显示施虐或受虐地位，亦适用于恋物。
- 贞操带，用于控制受虐者性欲，使受虐者产生被控制和占有的感觉。[36][37]
- 注射器、灌肠器，用于实施灌肠。[38]
- 低温蜡烛，用于实施滴蜡，避免普通蜡烛灼伤皮肤。[39][40]
- 雙頭或兔耳按摩棒、跳蛋、假阳具，用于强制高潮、肛交。
- 电击器，用于实施电击。
- 刑架，用于固定受虐者。
- 尿布，用於羞辱受虐者，令其穿上、排泄於其中
- 導尿管，以放置時的疼痛，達到其快感
- 三角木馬

### 心理快感
在虐恋活動中，很多時候施虐者的心理快感比受虐者高。例如最常見的繩索捆綁，受虐者無助掙扎的動作，有時候過份用力掙扎會發出呻吟聲，可以令施虐者得到征服對方的快感。

## 争议

### 伦理
虐恋在近幾十年對於該行為的偏見被消除以前被主流社会视作精神疾病，根据世界卫生组织的《国际疾病与相关健康问题统计分类（第十版）》，虐恋被定义为一种性欲倒错。1994年美国精神医学学会发行的《精神疾病诊断与统计手册（第四版）》改变了性欲倒错的表述。
近年来才随着社会氛围的开放及流行文化的挖掘而逐步进入公众视野，但仍处于激烈的争议当中。学者及虐恋社群一直在采取行动寻求社会认同、维护自身权益，但亦有其他保守主義的学者和民众反对，指责虐恋行为变态、违法或低俗。在中國，性学家李银河与学者刘仰就曾爆发激烈论战。

### 法律
大多数情况下，参与者成年且双方自愿，并没有发生严重后果的虐恋行为是合法的。但虐恋活动因涉及鞭打、捆绑等活动，法律风险较高。造成参与者死亡或重伤、非自愿而强制進行的虐恋行为、与未成年人发生虐恋行为在一些地区属于严重罪行，而在管制淫秽物品、禁止卖淫的国家和地区，虐恋活动有可能会触犯相关法律。有虐恋社群发布指引，指导虐恋者规避法律风险。
杭州三男子因组织相关活动，被诉以聚众淫乱罪。虐恋者有时因为失手导致伴侣死亡或重伤被判过失致人死亡罪，除此之外，有虐恋活动涉及敲诈勒索、诈骗、胁迫等罪行被媒体报道。